# 浩通查干诺尔
浩通查干诺尔是一个位于中国内蒙省伊金霍洛旗县的湖泊，面积约为36平方千米。